# Scipione Gonzaga
Scipione Gonzaga (Mantova, 11 novembre 1542 – San Martino dall'Argine, 11 gennaio 1593) è stato un cardinale e patriarca cattolico italiano.

## Biografia

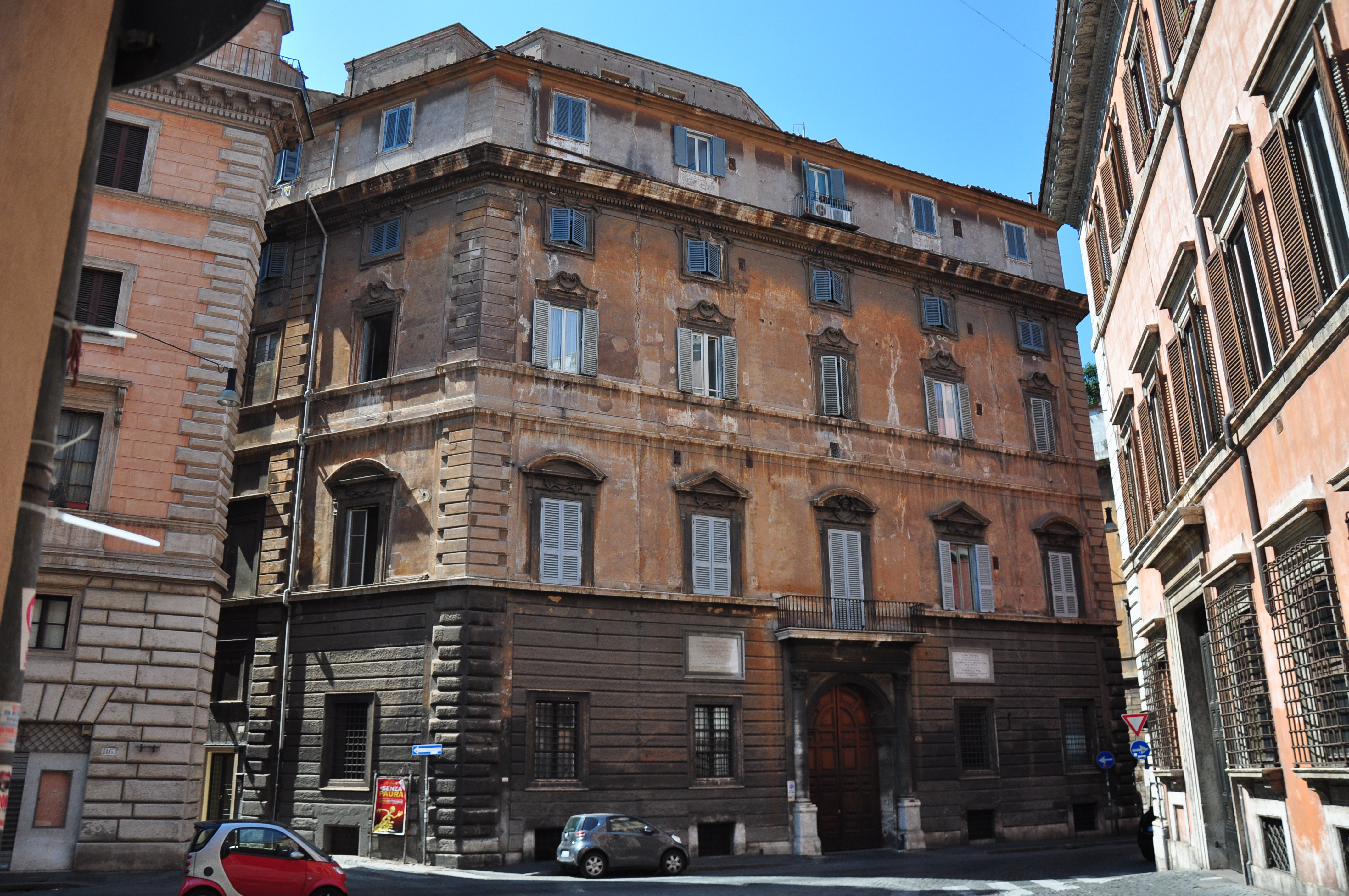
Roma, Palazzo Aragona Gonzaga

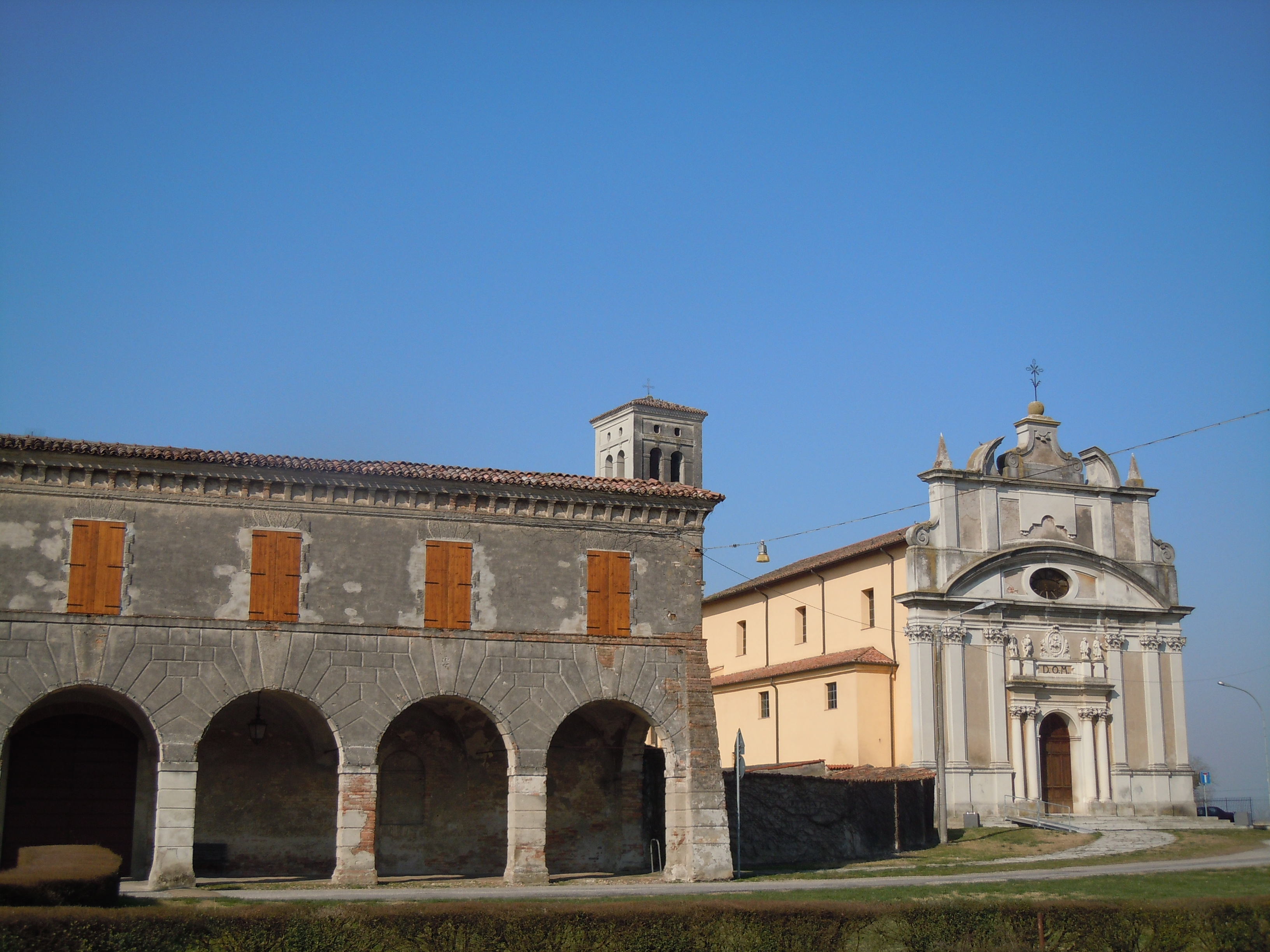
San Martino dall'Argine, Chiesa Castello, voluta da Scipione Gonzaga

Era figlio secondogenito di Carlo Gonzaga ed Emilia Cauzzi.
Fu destinato alla carriera ecclesiastica e nel 1550 venne affidato al cardinale Ercole Gonzaga che lo accolse in casa propria.
Vestì l'abito ecclesiastico nel 1559 e a Padova prese il dottorato in filosofia e teologia tre anni prima.
Fu principe di Bozzolo dal 1568.
Nel 1585 divenne principe dell'Impero e patriarca di Gerusalemme.
Nel 1587 fu nominato cardinale e governò il Monferrato dal 1590; nello stesso anno scrisse i Commentarî della sua vita in elegante latino.
Uomo di profonda fede religiosa, intrattenne rapporti di amicizia con Carlo Borromeo, il cugino Luigi Gonzaga e Filippo Neri.
Fu anche grande amico e protettore di Torquato Tasso, del quale curò l'edizione più corretta della Gerusalemme liberata (1584).
Nel 1563 fondò l'Accademia degli Eterei e fece parte dell'Accademia degli Oziosi. Nel 1565 si recò alla corte di Massimiliano II per dirimere una controversia con Vespasiano Gonzaga sul possesso di Commessaggio.
Morì a San Martino dall'Argine nel 1593 e fu sepolto nella chiesa di San Sebastiano, nella cappella di Santa Croce.
Scipione Gonzaga fu anche un dotto letterato ed aveva una fornitissima biblioteca. Fu legato da amicizia a personaggi famosi del tempo, come Torquato Tasso, Battista Guarini, Giovanni Pietro Maffei, Ippolito Capilupi e Jacopo Pergamini.

## Ascendenza
|                       |                      |                         | Genitori                |  |  | Nonni |  |  | Bisnonni              |  |  | Trisnonni           |  |
|                       |                      |                         |                         |  |  |       |  |  | Gianfrancesco Gonzaga |  |  | Ludovico II Gonzaga |  |
|                       |                      |                         |                         |  |  |       |  |  | Gianfrancesco Gonzaga |  |  | Ludovico II Gonzaga |  |
|                       |                      | Barbara di Brandeburgo  |                         |  |  |       |  |  | Gianfrancesco Gonzaga |  |  |                     |  |
| Pirro Gonzaga         |                      |                         |                         |  |  |       |  |  | Gianfrancesco Gonzaga |  |  |                     |  |
|                       |                      | Antonia del Balzo       | Pirro del Balzo         |  |  |       |  |  |                       |  |  |                     |  |
|                       |                      | Antonia del Balzo       | Pirro del Balzo         |  |  |       |  |  |                       |  |  |                     |  |
|                       |                      | Antonia del Balzo       | Maria Donata Orsini     |  |  |       |  |  |                       |  |  |                     |  |
| Carlo Gonzaga         |                      | Antonia del Balzo       |                         |  |  |       |  |  |                       |  |  |                     |  |
|                       |                      | Annibale II Bentivoglio | Giovanni II Bentivoglio |  |  |       |  |  |                       |  |  |                     |  |
|                       |                      | Annibale II Bentivoglio | Giovanni II Bentivoglio |  |  |       |  |  |                       |  |  |                     |  |
|                       |                      | Annibale II Bentivoglio | Ginevra Sforza          |  |  |       |  |  |                       |  |  |                     |  |
| Camilla Bentivoglio   |                      | Annibale II Bentivoglio |                         |  |  |       |  |  |                       |  |  |                     |  |
|                       |                      | Lucrezia d'Este         | Ercole I d'Este         |  |  |       |  |  |                       |  |  |                     |  |
|                       |                      | Lucrezia d'Este         | Ercole I d'Este         |  |  |       |  |  |                       |  |  |                     |  |
|                       |                      | Lucrezia d'Este         | Ludovica Condolmieri    |  |  |       |  |  |                       |  |  |                     |  |
| Scipione Gonzaga      |                      | Lucrezia d'Este         |                         |  |  |       |  |  |                       |  |  |                     |  |
|                       | Francesco II Gonzaga | Federico I Gonzaga      |                         |  |  |       |  |  |                       |  |  |                     |  |
|                       | Francesco II Gonzaga | Federico I Gonzaga      |                         |  |  |       |  |  |                       |  |  |                     |  |
|                       | Francesco II Gonzaga | Margherita di Baviera   |                         |  |  |       |  |  |                       |  |  |                     |  |
| Federico II Gonzaga   | Francesco II Gonzaga |                         |                         |  |  |       |  |  |                       |  |  |                     |  |
|                       |                      | Isabella d'Este         | Ercole I d'Este         |  |  |       |  |  |                       |  |  |                     |  |
|                       |                      | Isabella d'Este         | Ercole I d'Este         |  |  |       |  |  |                       |  |  |                     |  |
|                       |                      | Isabella d'Este         | Eleonora d'Aragona      |  |  |       |  |  |                       |  |  |                     |  |
| Emilia Cauzzi Gonzaga |                      | Isabella d'Este         |                         |  |  |       |  |  |                       |  |  |                     |  |
|                       |                      | Giacomo Boschetti       | Albertino V Boschetti   |  |  |       |  |  |                       |  |  |                     |  |
|                       |                      | Giacomo Boschetti       | Albertino V Boschetti   |  |  |       |  |  |                       |  |  |                     |  |
|                       |                      | Giacomo Boschetti       | Diamante Castaldi       |  |  |       |  |  |                       |  |  |                     |  |
| Isabella Boschetti    |                      | Giacomo Boschetti       |                         |  |  |       |  |  |                       |  |  |                     |  |
|                       |                      | Polissena Castiglioni   | Cristoforo Castiglione  |  |  |       |  |  |                       |  |  |                     |  |
|                       |                      | Polissena Castiglioni   | Cristoforo Castiglione  |  |  |       |  |  |                       |  |  |                     |  |
|                       |                      | Polissena Castiglioni   | Luigia Gonzaga          |  |  |       |  |  |                       |  |  |                     |  |
|                       |                      | Polissena Castiglioni   |                         |  |  |       |  |  |                       |  |  |                     |  |

## Genealogia episcopale e successione apostolica
La genealogia episcopale è:
- Cardinale Guillaume d'Estouteville, O.S.B.Clun.
- Papa Sisto IV
- Papa Giulio II
- Cardinale Raffaele Riario
- Papa Leone X
- Papa Clemente VII
- Cardinale Antonio Sanseverino, O.S.Io.Hieros.
- Cardinale Giovanni Michele Saraceni
- Papa Pio V
- Cardinale Innico d'Avalos d'Aragona, O.S.Iacobi
- Cardinale Scipione Gonzaga

La successione apostolica è:
- Vescovo Marcantonio Bizzoni (1586)
- Vescovo Sebastian Breuning (1586)
- Vescovo Francesco Panigarola, O.F.M.Obs. (1586)
- Patriarca Fabio Biondi (1588)
- Patriarca Camillo Caetani (1588)
- Vescovo Gerolamo Vela (1591)
- Vescovo Ludovico Alferio (1591)

## Stemma
| Immagine | Blasonatura |
| -------- | --- |
| \| \|    | Scipione Gonzaga Cardinale D'argento, alla croce patente di rosso accantonata da quattro aquile di nero dal volo abbassato; sul tutto, inquartato: nel primo e nel quarto di rosso al leone dalla coda doppia d'argento, armato e lampassato d'oro, coronato e collarinato dello stesso; nel secondo e nel terzo fasciato d'oro e di nero (Gonzaga di Mantova). Lo scudo, accollato a una croce astile patriarcale d'oro, posta in palo, è timbrato da un cappello con cordoni e nappe di rosso. Le nappe, in numero di trenta, sono disposte quindici per parte, in cinque ordini di 1, 2, 3, 4, 5. Motto: Potius mori quam fidem fallere |
|          | |